# スレッガー・ロウ
スレッガー・ロウ (Sleggar Law) は、アニメ『機動戦士ガンダム』に登場する架空の人物。

## デザイン
『機動戦士ガンダム』総監督の富野喜幸によるラフスケッチをもとに、安彦良和がクリーンアップをおこなっている。ラフでも帽子を被っている。

## 劇中での活躍
地球連邦軍の航空航宙機パイロットで階級は中尉。外見は、両脇を潰してクラッシュドキャップにした官帽を斜めに被った、陽気なヤンキー風の伊達男。ホワイトベースがジャブローを発ち、再び宇宙に向かう際に配属された。配属されて早々にミライ・ヤシマやセイラ・マスへ言い寄るなど言動こそお調子者であるが、砲術・戦闘機の操縦に長けた職業軍人である。カツ・レツ・キッカには、「リュウさんみたいだ」と体格の良さと配属を喜ばれていた。また、ブライト・ノアは同階級ながら年齢や実戦経験で長けたスレッガーに気を遣っている様子が見られた。
ホワイトベースが再び宇宙に出た第31話では、シャア・アズナブルが艦長を務めるザンジバルに対しての戦艦同士の砲撃戦でホワイトベースの主砲を操作し、唯一ザンジバルに直撃させている。なお、劇場版『機動戦士ガンダムIII めぐりあい宇宙編』においては、砲撃手ではなく「005」とマーキングされたコア・ブースターのパイロットとしてガンダムやガンキャノンと共に出撃している。
第31話ではヘルメットの耳部分に「S」のエンブレムが入った、白いカスタム仕様のノーマルスーツを着用しているが、第32話以降は青地に変更されている。
ホワイトベースがサイド6に寄港した際には、ミライのかつての許婚であったカムラン・ブルームがミライに強引に言い寄るところへ介入した。ホワイトベースがサイド6を出港する際にはカムランが身を挺してホワイトベースの護衛を務めると申し出るが、その好意を頑なに拒否するミライに平手打ちをし、カムランが本気で言っていることをわからせようとする。この大真面目な説得を契機に、ミライの心は優柔不断なブライトからスレッガーへ傾いてゆく。
第34話 - 第36話ではGファイターのパイロットとして出撃し、目覚ましい戦果を挙げている。ソロモン攻略戦の終盤には機体が損傷して一度は帰還するが、その時にスレッガーの身を案じてブリッジから駆けつけたミライへ母の形見の指輪を預け、別れ際にキスを交わしている。再度出撃した際にはドズル・ザビが搭乗するビグ・ザムが出現し、長距離ビームをバリアーで無効化しつつ圧倒的な火力で総指揮官ティアンムの旗艦タイタンをはじめとする多数の艦船・MSを撃破していた。その猛進撃を食い止めるため、Gアーマーで攻撃が有効になるギリギリまでの接近を試みるが、コクピット付近にビグ・ザムのクローが命中して機体を両脚で掴まれ、前部を大破させられた結果、宇宙へ投げ出されてしまう。明確な死亡シーンとは言い難いが、限りなく戦死に近い描写である。その光景を目の当たりにして怒ったアムロ・レイは、Gアーマーからガンダムを分離させてビグ・ザムの股間バーニアにビーム・ライフルを至近距離で発射し、さらにビーム・サーベルで切りつけて撃破に成功している。
劇場版ではコア・ブースターで突撃を敢行し、コクピット付近にビグ・ザムのクローが命中するまでは同じだが、そのままコア・ブースターでビグ・ザムの股間部分に特攻。爆炎の中に消える。
ミライとの束の間の恋も虚しく、彼女に預けた母の形見の指輪はスレッガー自身の形見となった。

## 主な搭乗機
- Gファイター
- コア・ブースター（劇場版、『機動戦士ガンダム THE ORIGIN』）
- ジム （『THE ORIGIN』）
- ガンタンク （『THE ORIGIN』）

パーソナルエンブレムは、「S」の文字の図案化。それにつかまったカラフルな翼の猛禽の後付設定がある。また、『THE ORIGIN』では、小隊のエンブレムとして「S」と剣を組み合わせたものを描いていた。

## 関連作品での活躍
- 漫画『機動戦士ガンダム THE ORIGIN』では、面倒見の良い兄貴分的なベテランパイロットとして登場。当初はジムを操縦しており、MS小隊の隊長としてジャブローに侵入するジオン軍への迎撃に当たった。その後、小隊の部下3名（宇宙に上がる前に隊の全員が戦死）と共にホワイトベースに乗艦し、ジムおよびコア・ブースターのパイロットとなる。オデッサ作戦に参加するも、シャア専用ザクと対決して敗北し（直接的な描写はない）、アムロに救出されている。その後は、コア・ブースターに搭乗する機会が多くなる。テキサス・コロニーでの戦闘ではガンタンクの砲手を担当し、ブラウ・ブロの随伴機のザクを2機撃破している。ソロモン戦ではコア・ブースターにガンダムを乗せてビグ・ザムを追撃するが、クローでコア・ブースターを破壊されるとコア・ファイターを分離させて特攻し、戦死した。
- ゲームブック『機動戦士ガンダム0080 消えたガンダムNT』では、ソロモン戦後に宇宙空間を漂流していたところを救助され、サイド6でジャンク屋となっている様子が描かれている。酸素欠乏症のために軽度の記憶喪失になっていたが、主人公のクリスチーナ・マッケンジーがア・バオア・クー要塞へ拉致された際に救出へ赴き、彼女をかばって戦死している。ただし、この作品はパラレル要素が強く、公式設定というわけではない。

## 担当声優
- 玄田哲章（テレビアニメ版）
- 井上真樹夫（劇場版II・III）
- 池添朋文（ゲーム『U.C. ENGAGE』、劇場アニメ『ククルス・ドアンの島』[3]）

## その他
- キャラクターデザインの安彦良和は、スレッガーのデザインを「映画『ロッキー』で主役を演じたシルヴェスター・スタローンのような風貌にしてくれ」と富野に依頼されたが、安彦は「『ロッキー』を観ていなかったのでかなり困惑した」とのちに述懐している。
- 「母の形見の指輪」については、日本サンライズの書籍『機動戦士ガンダム 記録全集3』に「母親とスレッガーの写真」という設定の安彦作のイラストが載せられ、その脇に「きっと彼（スレッガー）の死を知っても悲しみを呑み込んで生きていくでしょう」との文章が添えられている[4]。アニメ評論家の氷川竜介は、このイラストを根拠に「母の形見だというのは、浮ついたミライの気持ちを収めるための嘘という可能性が大きい」との説を挙げている[5]。また、ことぶきつかさの漫画『機動戦士ガンダム デイアフタートゥモロー ―カイ・シデンのメモリーより―』では、カイ・シデンやアムロたちに女性を口説く方法として、「母の形見と嘘をついて指輪を渡す」ことを教えていたり、スレッガー自身が母が健在であると語ったりするなど、同作では「ミライに託した指輪は母の形見などではなかった」という可能性を示唆している。また、今作においてサイド3・ズムシティで開催される「一年戦争展」では、アムロ・レイをクローズアップする目的から、彼の存在が抹消されていた。

## 評価
『愛と戦いのロボット 完全保存版』で発表されたアンケート「みんなで選ぶロボットアニメーションベスト100」では、「一番カッコイイヒーローは？」で第46位にランクインした。